# Этнические анклавы Нью-Йорка

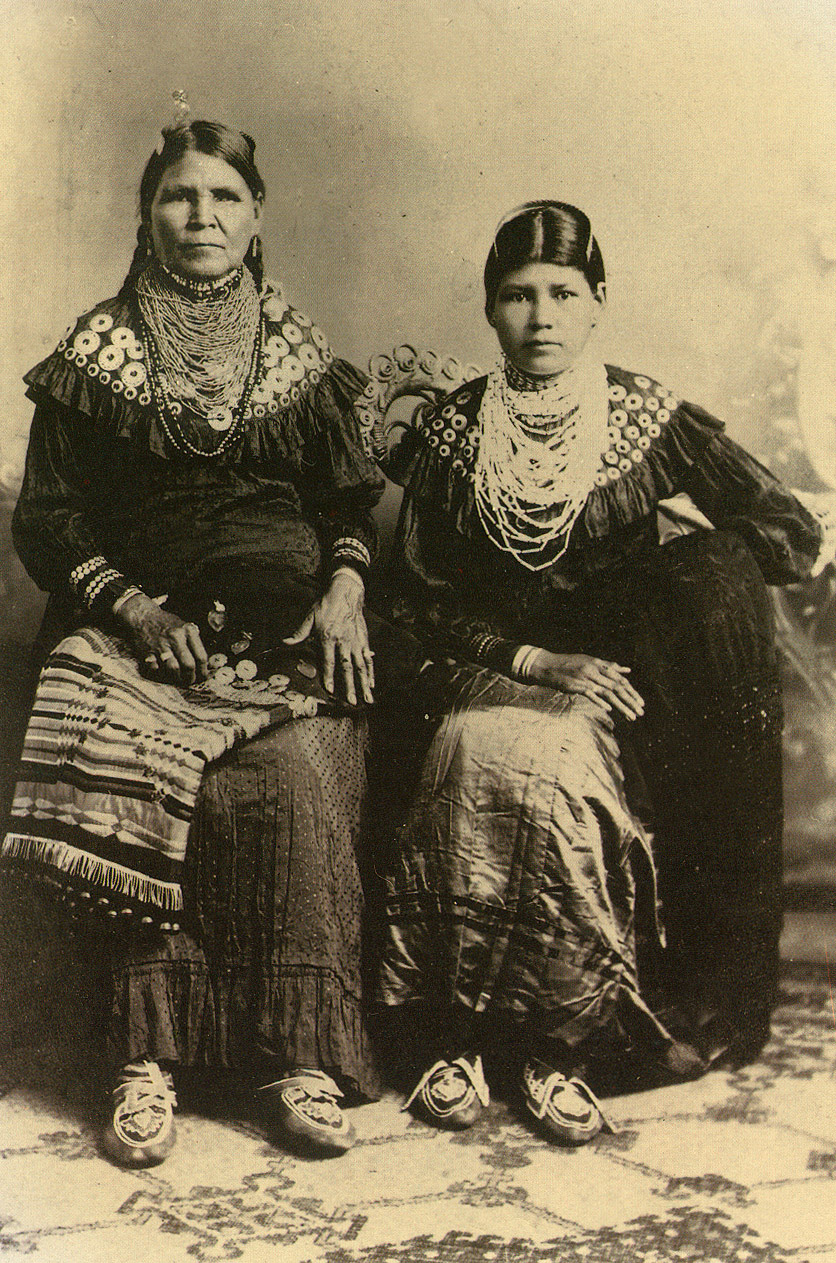
Автохтонное население Нью-Йорка, индейское племя делаваров

С момента своего основания под именем Новый Амстердам голландскими торговцами в 1625 году, Нью-Йорк стал важным центром для иммиграции целого ряда национальностей, сформировавших этнические анклавы, в каждом из которых преобладает один этнос. В XX веке в город мигрировали освобождённые чернокожие рабы, также основав собственные районы. Этнические анклавы Нью-Йорка могут сильно отличаться от обычных американских городов едой, товарами в магазинах, и даже языком. Многие анклавы предоставляют членам своих общин помощь в поисках работы и адаптации в обществе, вместе с тем помогая им оставаться в своей культуре.
В период 1892—1954 годов на нью-йоркском острове Эллис находился крупнейший в США пункт приёма иммигрантов, за время своей работы «обработавший» 12 миллионов человек. За 35 лет до открытия этого пункта в Нью-Йорк прибыло 8 миллионов иммигрантов. Первым, что видели прибывающие морем на остров Эллис миллионы новых американцев, была Статуя Свободы, быстро ставшая одним из символов Америки.
На 2000 год иммигрантами являлись 36 % населения Нью-Йорка. Горожане разговаривают в общей сложности на 800 языках. В Нью-Йорке проживают 25 % всех американцев индийского происхождения, 15 % корейского, здесь находятся крупнейшая за пределами Израиля община евреев и крупнейшая за пределами Азии община китайцев, крупнейшая в США афроамериканская община. По данным на 2010 год белыми не-латиноамериканского происхождения являлись лишь 33 % населения города (29 % — горожане латиноамериканского происхождения, 23 % — чернокожие, 13 % — азиаты). В Нью-Йорке впервые появляется выражение «плавильный котёл», описывавшее перенаселённый целым рядом национальных меньшинств район Нижний Ист-Сайд.
Популярное клише утверждает, что «в Нью-Йорке больше итальянцев, чем в Риме, больше ирландцев, чем в Дублине, и больше евреев, чем в Тель-Авиве».
Среди основных этносов города можно отметить афроамериканцев, ямайцев, тринидадцев. Азиатские национальности представлены китайцами, филиппинцами, индусами, пакистанцами и корейцами. К числу европейских национальностей относятся немцы, греки, ирландцы, итальянцы а также евреи. Имеются также собственные анклавы латиноамериканского происхождения: доминиканцы, гайанцы, мексиканцы и пуэрториканцы (en:Nuyorican).
Одним из первых этнических анклавов стал «Кляйндойчланд» («Маленькая Германия»), находившийся на территории нынешнего Нижнего Ист-Сайда. Он возник в 1840-х годах как место компактного поселения этнических немцев. В настоящее время этот район уже превратился в пуэрто-риканский анклав «Лоисайда». Старейшим китайским анклавом за пределами Азии является манхэттенский Чайна-таун.

## История
Привлечение в город иноязычных колонистов начинается уже вскоре после его основания голландцами в 1625 году. Уже в 1646 году население Нового Амстердама говорило на 18 языках: голландском, датском, английском, французском, немецком, ирландском, итальянском, норвежском, польском, португальском, шотландском, шведском, валлонском и чешском («богемийском»).
В период британского колониального господства город был переименован в Нью-Йорк, став местом не только этнического, но и религиозного разнообразия. Здесь разместилась одна из первых иудейских общин.

## Африка и Карибские острова
В Нью-Йорке имеется целый ряд этнических анклавов жителей африканского или афро-карибского происхождения: иммигранты с Ямайки, других остров Вест-Индии, из Западной Африки. Существует по крайней мере один анклав франкоговорящих западноафриканцев, «Маленький Сенегал», расположенный в Гарлеме, на 116-й улице между церковью Святого Николая и 8-й авеню. Распространён язык волоф. В анклаве представлены, помимо собственно сенегальцев, также сомалийцы, йеменцы, нигерийцы, эфиопы, иммигранты из Кот-д'Ивуара, Гвинеи и Мали.

### Афроамериканцы

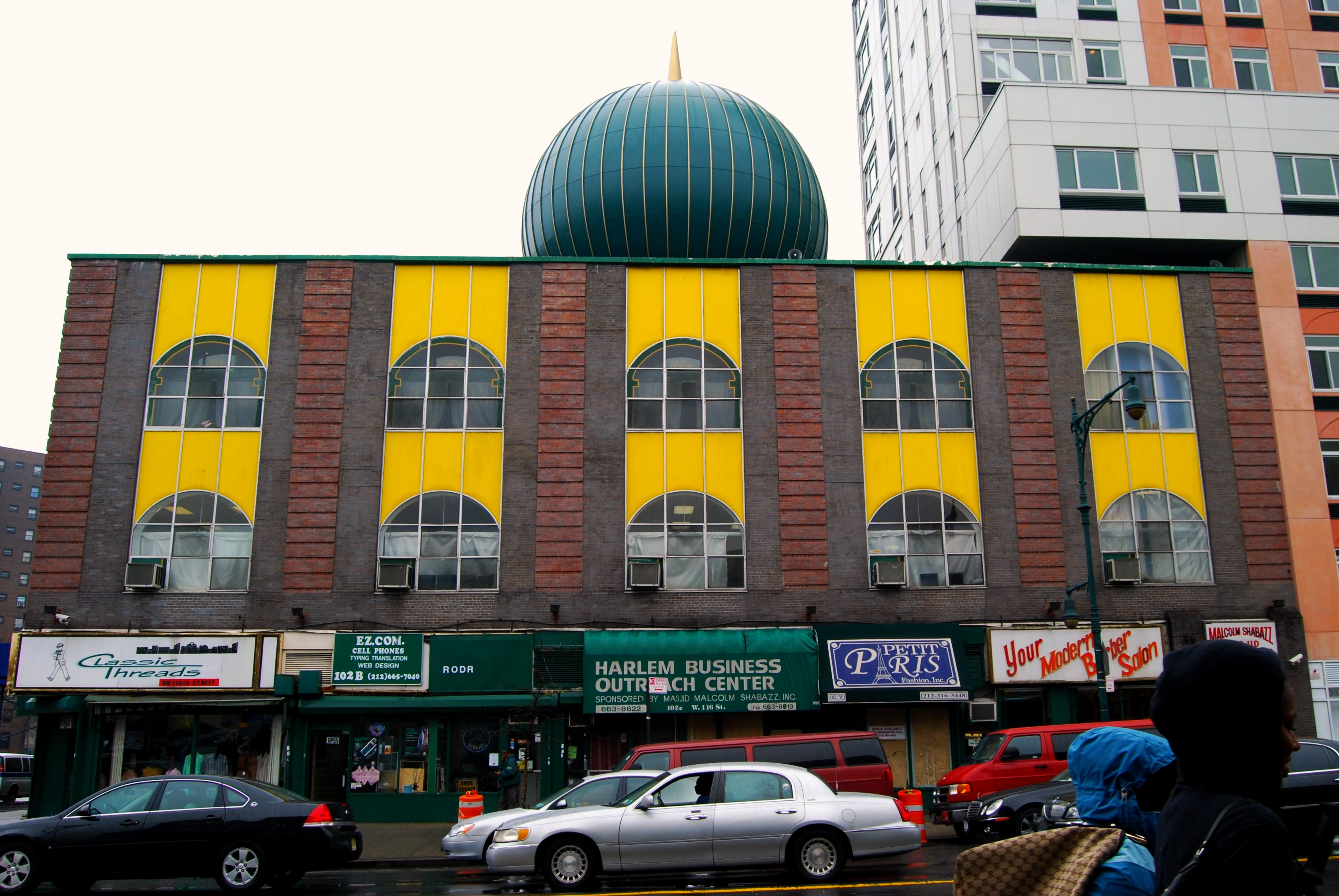
Мечеть в Гарлеме

Первые чернокожие американцы, насколько это известно, были доставлены на территорию современных США в 1619 году в качестве рабов. Освобождение рабов началось в штате Нью-Йорк в 1799, окончательно завершившись в 1841 году (в целом в США — в 1865 году, см. Тринадцатая поправка к Конституции США). Многие освобождённые рабы поселились в районе Форт-Грин в Бруклине. В связи с Первой мировой войной промышленные города американского Среднего Запада, Северо-Востока и Запада начинают испытывать нехватку рабочей силы из-за резкого сокращения иммиграции и мобилизаций в армию. Это обстоятельство вызывает «Большую Миграцию» (Great Migration) афроамериканцев с Юга в 1910-х — 1920-х годах. В 1970-х годах также имеет место «Вторая большая миграция».
Основным центром чернокожих мигрантов стал район Гарлем 40°48′32″ с. ш. 73°56′54″ з. д. в Северном Манхэттене. Его наиболее благоустроенная западная часть, Гамильтон-Хайтс, получила прозвище «Сахарных Холмов» из-за существовавшей там «сладкой жизни». С открытием в метро маршрута А они начали покидать переполненный Гарлем, переселяясь в Бруклин. После Второй мировой войны Бруклин, Куинс и Южный Бронкс столкнулись с так называемым «бегством белых» (white flight), переселявшихся в пригороды, и всё в большей степени начали превращаться в районы различных этнических меньшинств. В Куинсе образовались заметные анклавы ямайцев, а в районе Клифтон на Статен-Айленде — либерийцев.
Большинство афроамериканцев являются христианами — протестантами, в первую очередь баптистами, методистами и пятидесятниками, распадающимися, в свою очередь, на ряд деноминаций. Около 1 % чернокожих американцев являются мусульманами (см. Нация ислама), имеются даже несколько десятков тысяч чёрных приверженцев иудаизма (см. Чёрные евреи).

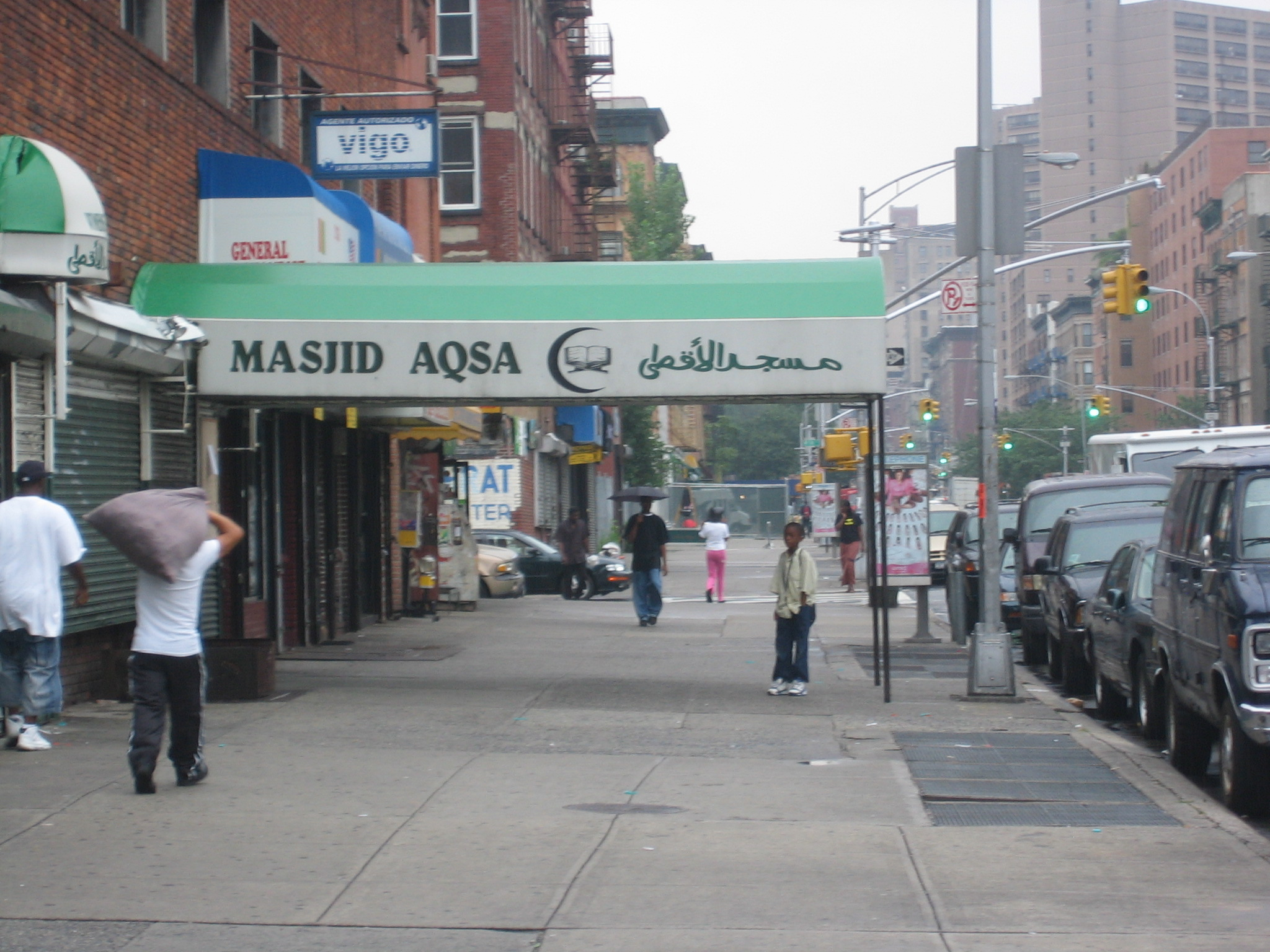
Западноафриканская мечеть Нации Ислама в Гарлеме, около 116-й улицы
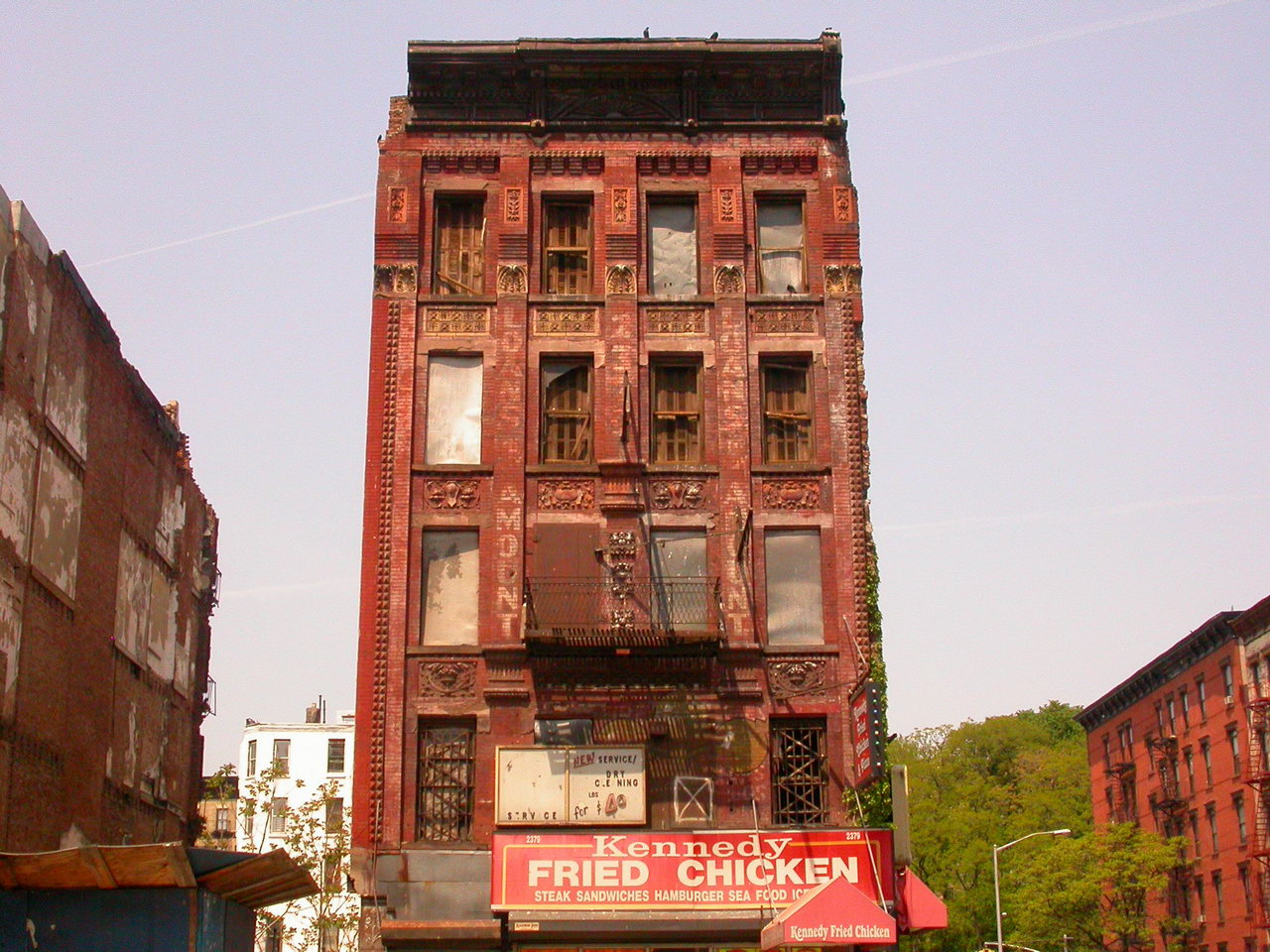
Здание в Гарлеме, в настоящее время снесено
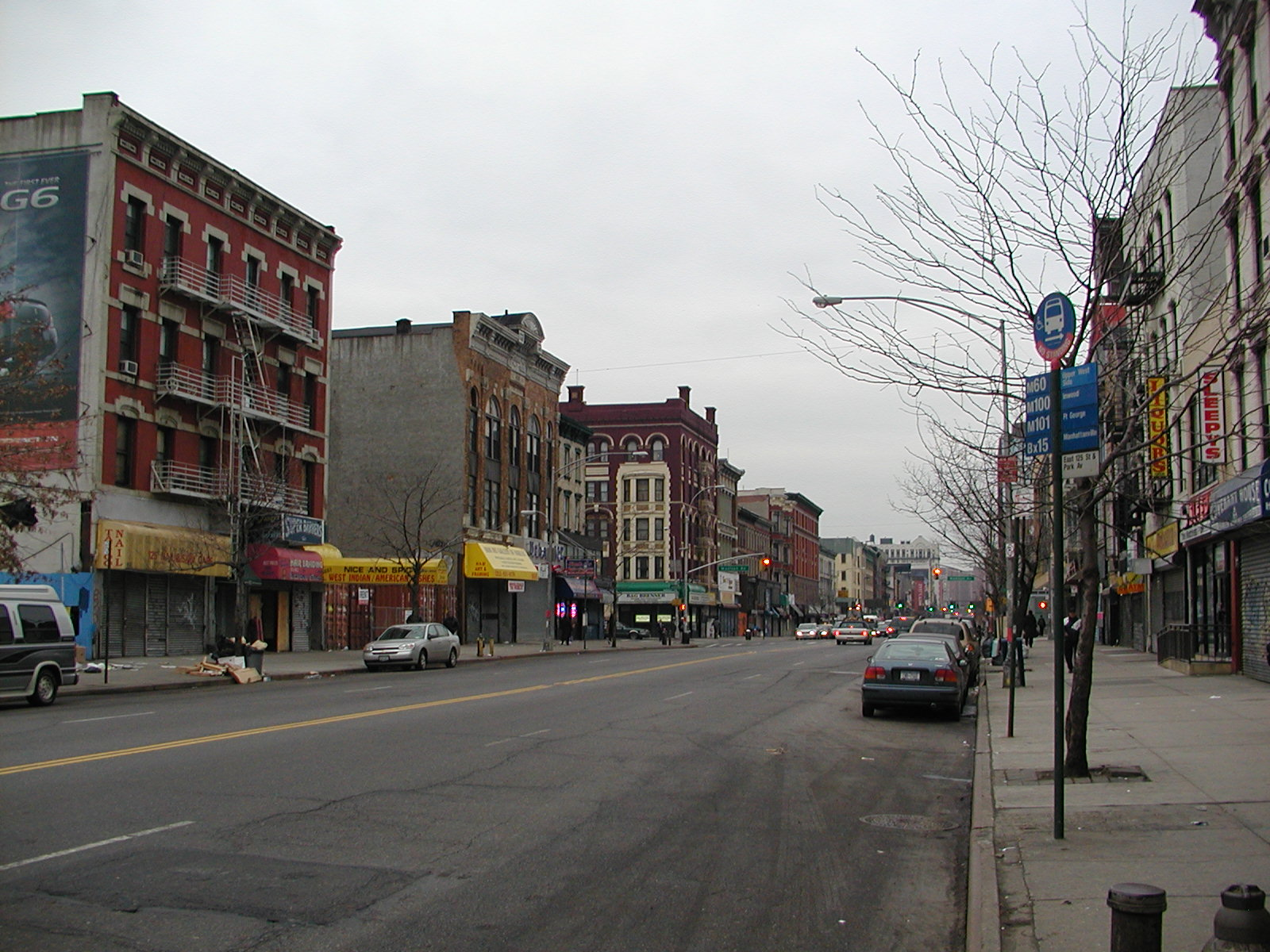
125-я улица между Парк-авеню и Мэдисон-авеню

### Карибы
На 2010 год 16,4 % населения Бруклина (370 тыс. чел.) имеют карибское происхождение. В это число входят доминиканцы (3,3 %), но не входят пуэрториканцы (7,4 %). Вместе с пуэротриканцами жители карибского происхождения составляют 23,8 % (560 тыс. чел.) населения Бруклина. Аналогичная демография может быть обнаружена в Майами, однако там, в отличие от Нью-Йорка, имеется значительное число кубинцев.

### Ямайка
В штате Нью-Йорк имеется крупнейшая в США община американцев ямайского происхождения. 3,5 % населения Бруклина составляют ямайцы. После захвата Ямайки в 1655 британцами начался массовый ввоз чернокожих рабов для работы на плантациях. Они были освобождены в 1838 году. Наиболее массовая миграция в США имела место в 1944.
Ямайские этнические анклавы включают районы Куинс-Виллидж и Джамейка в Куинсе, Краун-Хайтс, Ист-Флэтбуш и Бедфорд — Стайвесант в Бруклине, Бредфорд и Тремонт в Бронксе.

### Гаити
На 2000 год в Бруклине проживало до 200 тыс. гаитян, образовавших крупный этнический анклав в районе Флэтбуш. На 2010 год 3 % населения Бруклина имели гаитянское происхождение.

## Азия

### Китайцы

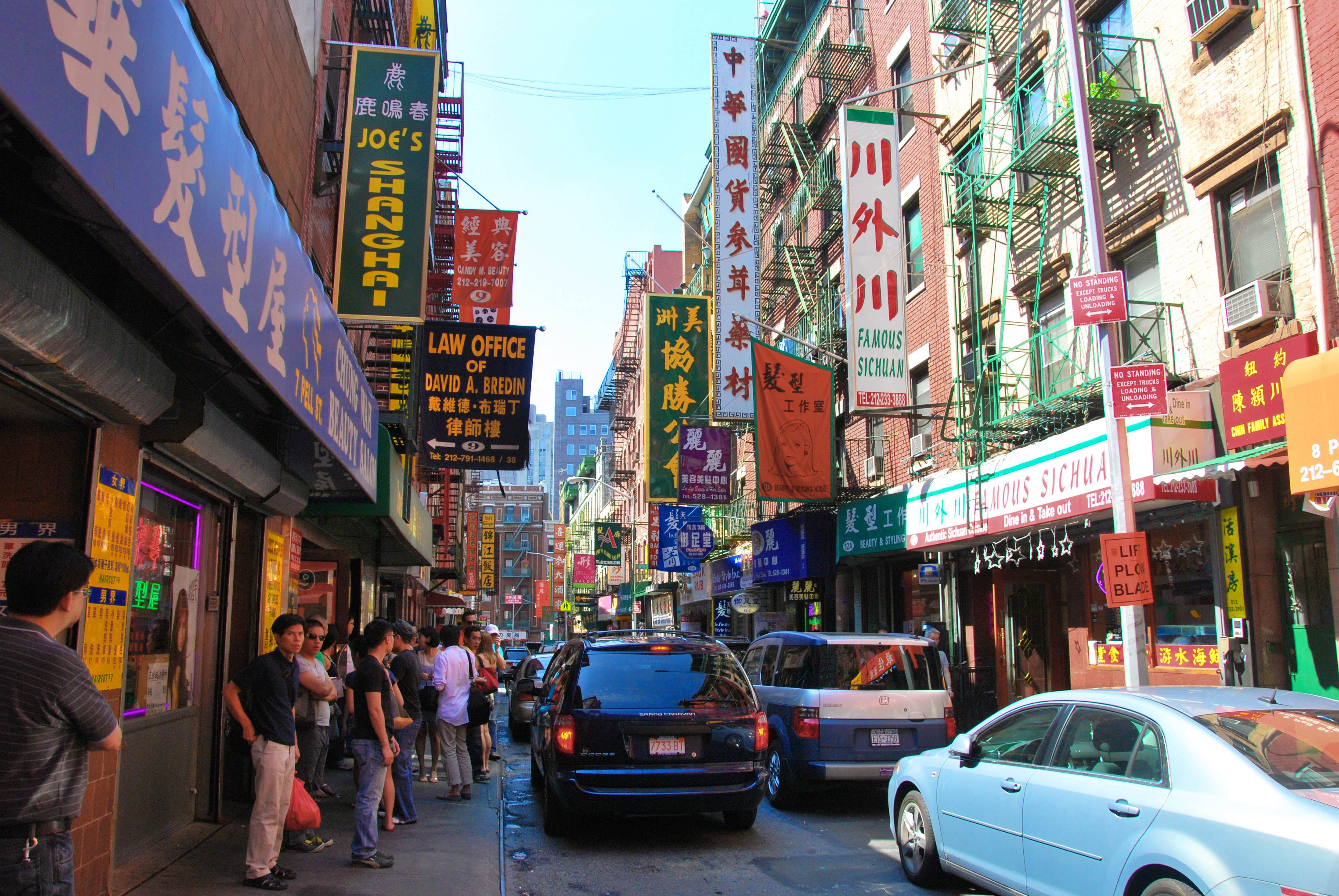
Манхэттенский Чайнатаун

На 2009 год в городской агломерации Большой Нью-Йорк (New York metropolitan area) имеется крупнейшая за пределами Китая китайская община: 665 тыс. чел., живущих в семи чайнатаунах, включая первоначальный чайнатаун на Манхэттене, и более поздние: два в Бруклине, три в Куинсе, и один в Нью-Джерси.
Первая волна китайцев прибывает в 1870—1880, в районе Пяти Углов появляется анклав до 1100 китайцев. Однако Акт об исключении китайцев остановил их иммиграцию с 1882. Начиная с 1943 года, китайцам начала выделяться небольшая иммиграционная квота, и их количество стало заметным уже с 1968 года, когда квота была увеличена.
Манхэттенский Чайнатаун 40°43′06″ с. ш. 74°00′09″ з. д. является крупнейшим анклавом китайцев в Западном полушарии, и одним из самых первых китайских анклавов за пределами Азии. В этом районе сохраняются различия между выходцами из провинции Фуцзянь, селящимися на Восточном Бродвее и прилегающих улицах, и иммигрантами из Кантона (Гуанчжоу), которые предпочитают соседние кварталы.
Первые китайские поселенцы прибыли из провинции Гуандун и Гонконга, а также из Шанхая, большинство из них разговаривали на кантонском наречии. В последние годы кантонский, ранее доминировавший в Чайнатауне, успешно вытесняется официальным для континентального Китая (КНР) севернокитайским языком (путунхуа). Носители кантонского концентрируются в анклаве Бенсонхерст, Бруклин.
Одним из более новых нью-йоркских чайнатаунов является чайнатаун в районе Флашинг, Куинс (Мейн-Стрит, Северный бульвар 40°44′32″ с. ш. 73°52′43″ з. д.). Основан в 1970-е коды носителями севернокитайского языка (гоюй), иммигрантами из Тайваня, за которыми последовали также иммигранты из континентального Китая (КНР). Флашинг претендует на роль нового, вместо манхэттенского чайнатауна, центра китайской культуры в Нью-Йорке. Тем не менее в целом район остаётся мультиэтническим; по данным на 1990 год азиаты составляли 41 % его населения, из них китайцев также 41 %.
Главным праздником нью-йоркских китайцев остаётся Китайский Новый год. В 2007 году он был отмечен на площади Чаттем в Манхэттене, Нью-Йорк, 300 тысячами хлопушек.

### Филиппинцы

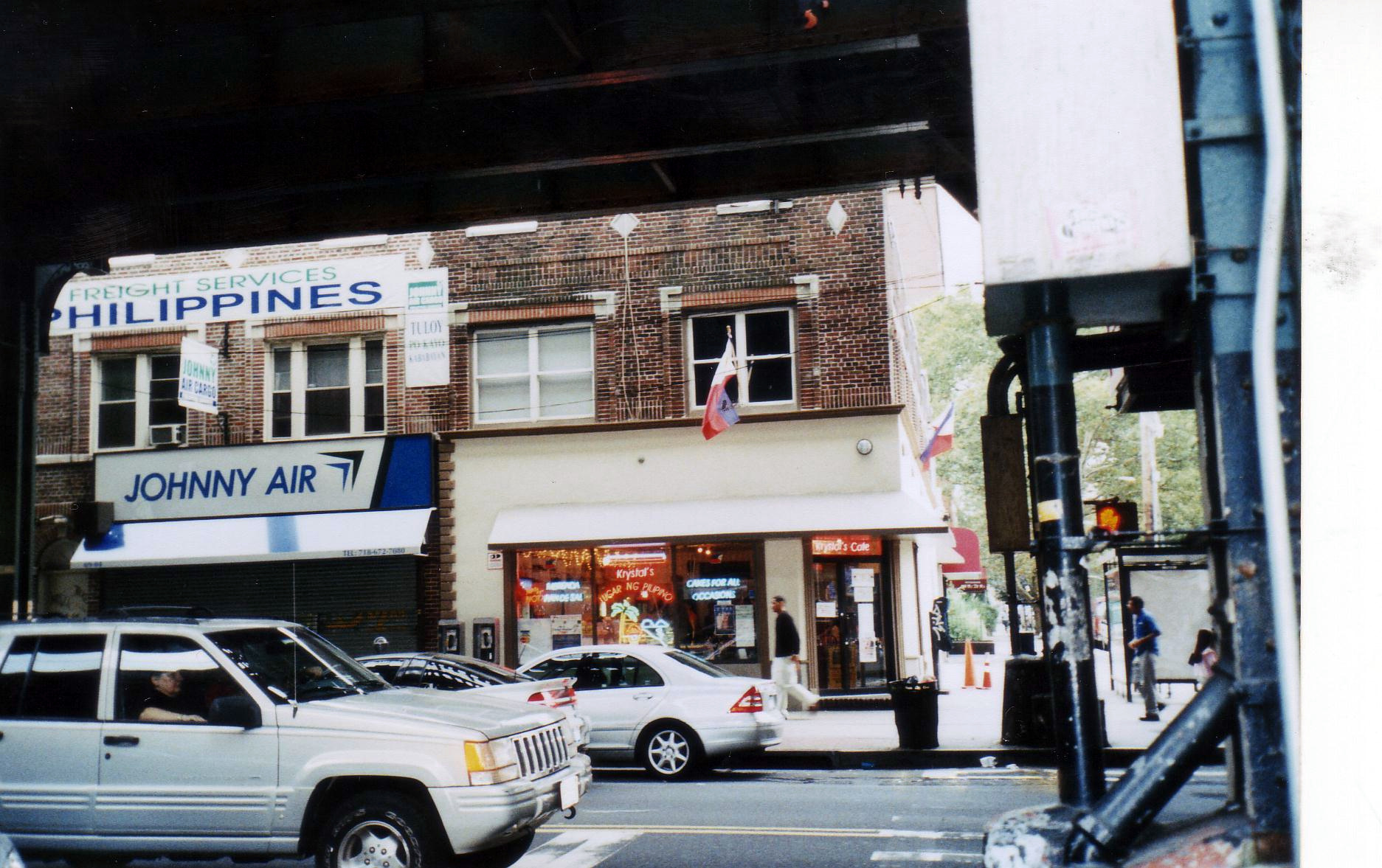
Филиппинский район, Рузвельт-авеню, Вудсайд, Нью-Йорк.

В районе Вудсайд в Куинсе филиппинцы составляют 15 % (13 тыс. из 85 тыс.) населения, имеется этнический анклав «Маленькая Манила» (en:Little Manila).
Первым филиппинским поселением в США стало Сент-Мало в Луизиане, основано в 1763 году. Массовая иммиграция началась в конце XIX века, поскольку экономика США на тот момент нуждалась в рабочих руках для плантаций на Гавайях и фермах в Калифорнии. Впоследствии этническая квота была урезана всего лишь до 50 филиппинских иммигрантов в год, однако исключением являлись филиппинцы, служившие в военном флоте США. Вокруг военно-морских баз начали образовываться филиппинские этнические анклавы.
Во второй половине XX века квота была повышена, вызвав новую волну иммиграции.

### Индусы
Индусы также образовали в Нью-Йорке ряд этнических анклавов, зачастую называемых по имени распространённой в индийской кухне приправы карри с характерным запахом: «Улица Карри» в районе Ист-Виллидж, Манхэттен (6-я улица между 1-й и 2-й авеню), и «Холм Карри» или «Маленькая Индия» на Лексингтон-авеню между 26-й и 31-й улицами. Имеется также индийский анклав в районе Джэксон-Хайтс, Куинс.
Первая волна иммиграции индусов в США имела место 1899—1913, вторая началась с провозглашением независимости в 1947, третья в 1965.

### Пакистанцы
В Нью-Йорке (вместе с Нью-Джерси) располагается община выходцев из Пакистана, крупнейшая в США и пятая по численности община азиатов в Нью-Йорке. На 2006 год о своём пакистанском происхождении сообщили 50 тыс. жителей Нью-Йорка. Они проживают преимущественно в районах Джэксон-Хайтс (Куинс) и Кони-Айленд-авеню (Бруклин). Эти два района получили названия «маленьких Пакистанов», хотя фактически они являются мультиэтническими анклавами, в которых проживают, помимо пакистанцев, также индусы, бангладешцы и иммигранты из прочих стран Южной и Юго-Восточной Азии.

### Корейцы
Первая волна корейских иммигрантов прибыла в США в 1903—1905 и составляла 7 тыс. чел. После этого в 1907 году президент Теодор Рузвельт запретил корейскую иммиграцию в США. В 1948 году запрет был снят президентом Гарри Трумэном. Вторая волна иммиграции последовала в 1951—1964, третья в 1969—1987. С улучшением экономической ситуации в Республике Корея иммиграция резко упала.
На Манхэттене имеется корейский этнический анклав Кореантаун 40°44′49″ с. ш. 73°59′13″ з. д., также анклавы есть в районах Бедфорд-парк в Бронксе, и в ряде районов Куинса. Сердцем Кореантауна является сегмент 32-й улицы между 5-й авеню и Бродвеем («Корейская дорога»), наполненный этническими магазинами и ресторанами в три-четыре этажа.

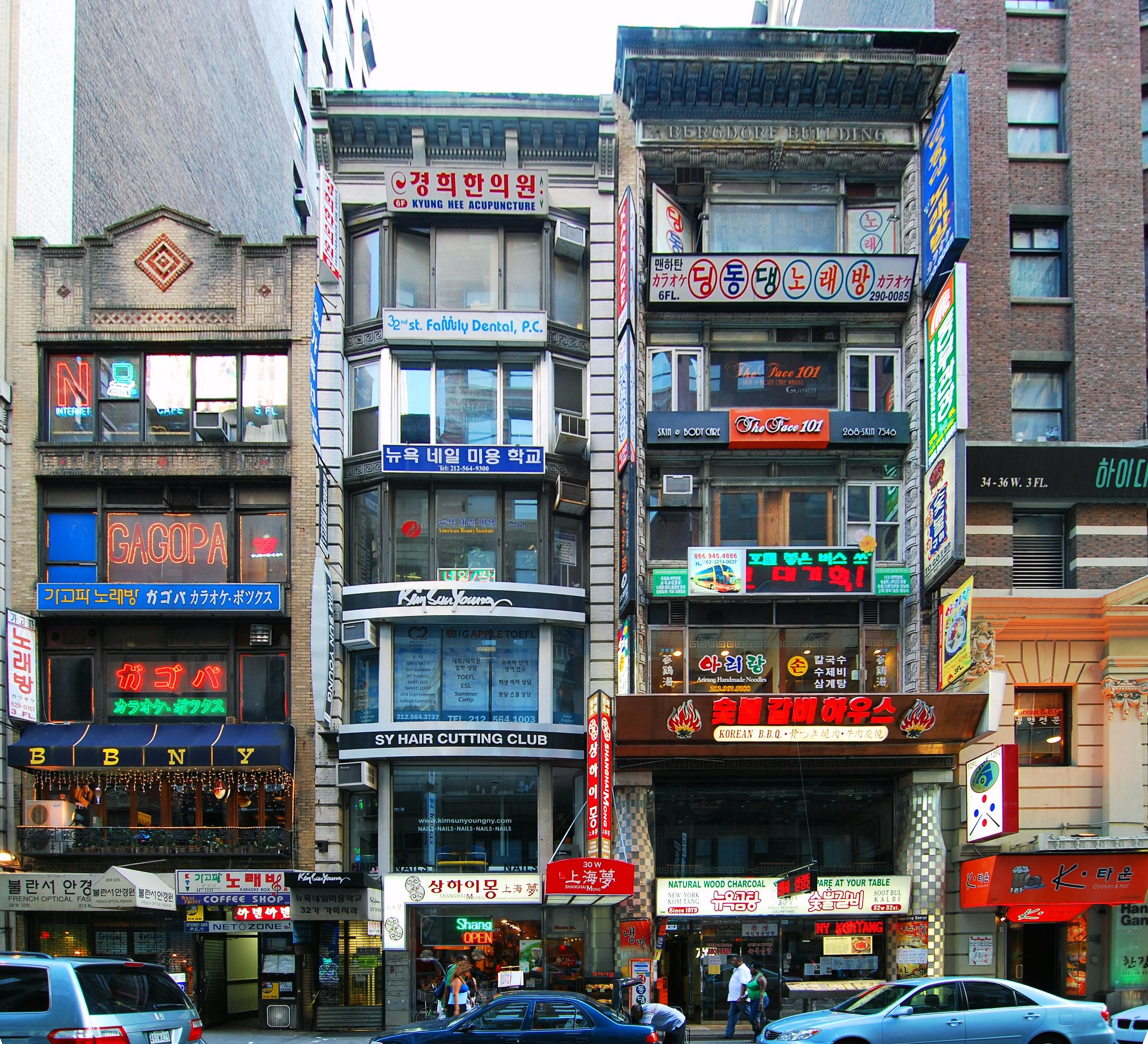
Кореантаун, 32-я улица, Манхэттен
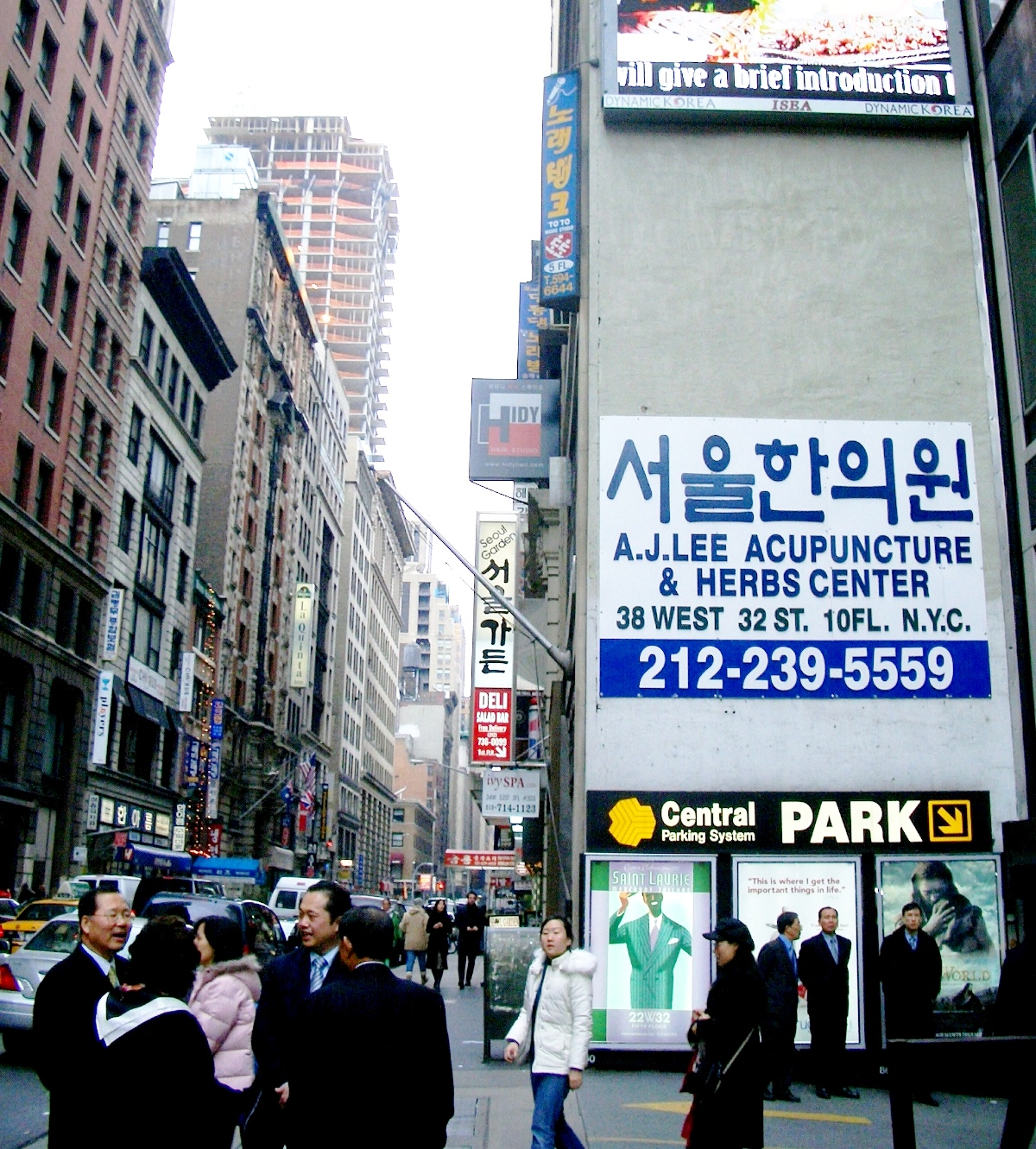
Кореантаун

### Бангладеш
Большинство мигрантов из Бангладеш поселились в Бруклине и Куинсе. Они обнаруживают тенденцию селиться рядом с анклавами индусов, в частности, в Кенсингтоне. Выходцы из Бангладеш держат этнические продуктовые магазины, халяльные рынки, рестораны индийской кухни.

## Европа

### Итальянцы
8,3 % населения Нью-Йорка составляют американцы итальянского происхождения, которые являются крупнейшей общиной европейского происхождения в городе, крупнейшим этносом на Статен-Айленде. На 2000 год о своём итальянском происхождении заявили 692 тыс. ньюйоркцев.
Первым известным итальянским мигрантом в Нью-Йорке был Пьетро Чезаре Альберти из Венеции, прибывший в Новый Амстердам в XVII веке. Однако массовая миграция итальянцев началась в 1860-х годах с объединением Италии. В 1921 году миграция была резко урезана Конгрессом США. Тем не менее, за период 1820—1978 годов в США прибыло до 5,3 млн итальянцев, из них только за 1900—1910 годы около двух миллионов. Сопоставимой по масштабам была только иммиграция ирландцев и немцев.
До 80 % иммигрантов итальянского происхождения являлись выходцами из перенаселённой и бедной Южной Италии, в первую очередь из Неаполя и Сицилии (бывшее Королевство Обеих Сицилий). Итальянское правительство даже поощряло эмиграцию безземельных крестьян для борьбы с экономическими проблемами Юга. Итальянские иммигранты в Америке, как правило, занимались физическим неквалифицированным трудом, демонстрировали сильные семейные и земляческие связи, прочную приверженность католической церкви.
Уже с 1890-х годов итальянские иммигранты становятся жертвами стереотипов, приписывающих им высокую преступность, и «импорт» в США распространённой в Южной Италии мафии. В 1891 году в Новом Орлеане толпа линчевала 11 итальянцев, обвиняемых в убийстве шефа полиции Дэвида Хенесси.
Тем не менее, с приходом в Италии к власти фашистов положение мафии на Сицилии действительно сильно осложнилось, и многие мафиози в 1920-е — 1930-е годы бежали в США. Введение «сухого закона» в 1932 году придало им второе дыхание.
Одно время район Маленькая Италия на улице Малберри-стрит в Манхэттене занимал 17 кварталов населением 40 тыс. чел. На этой улице стали традиционными ежегодные 11-дневные празднования в день святого Януария, который считается покровителем Неаполя. Первое подобное празднование состоялось в 1926 году, и с тех пор традиционно отмечается каждый год 19 сентября.
В настоящее время «Маленькая Италия» поглощена Чайнатауном, за исключением двух кварталов населением до 5 тыс. итальянцев. Тем не менее, в районе сохраняются итальянские рестораны и магазины, «Маленькая Италия» увековечена в ряде фильмов.

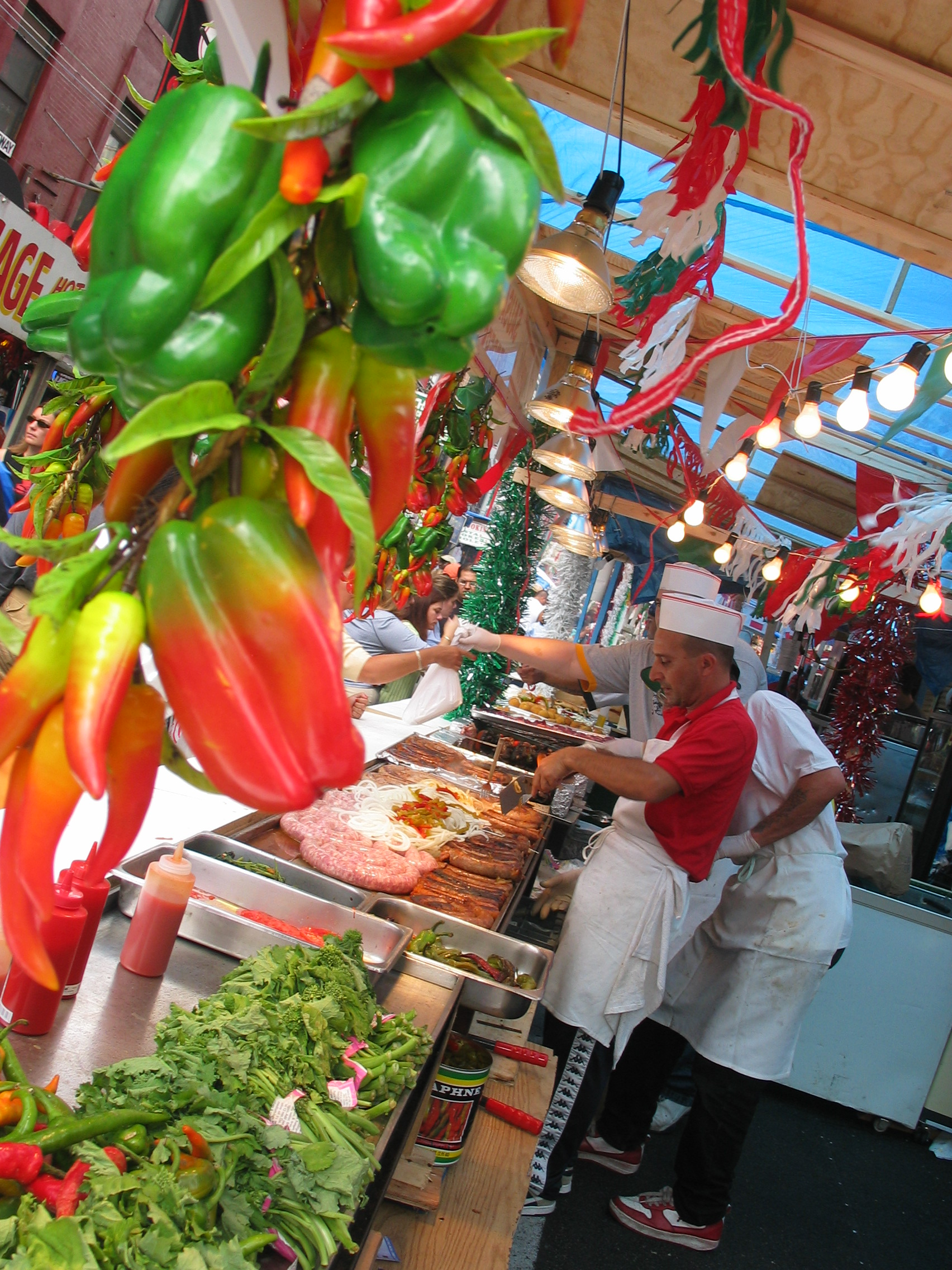
Повара на праздновании дня святого Януария в Нью-Йорке
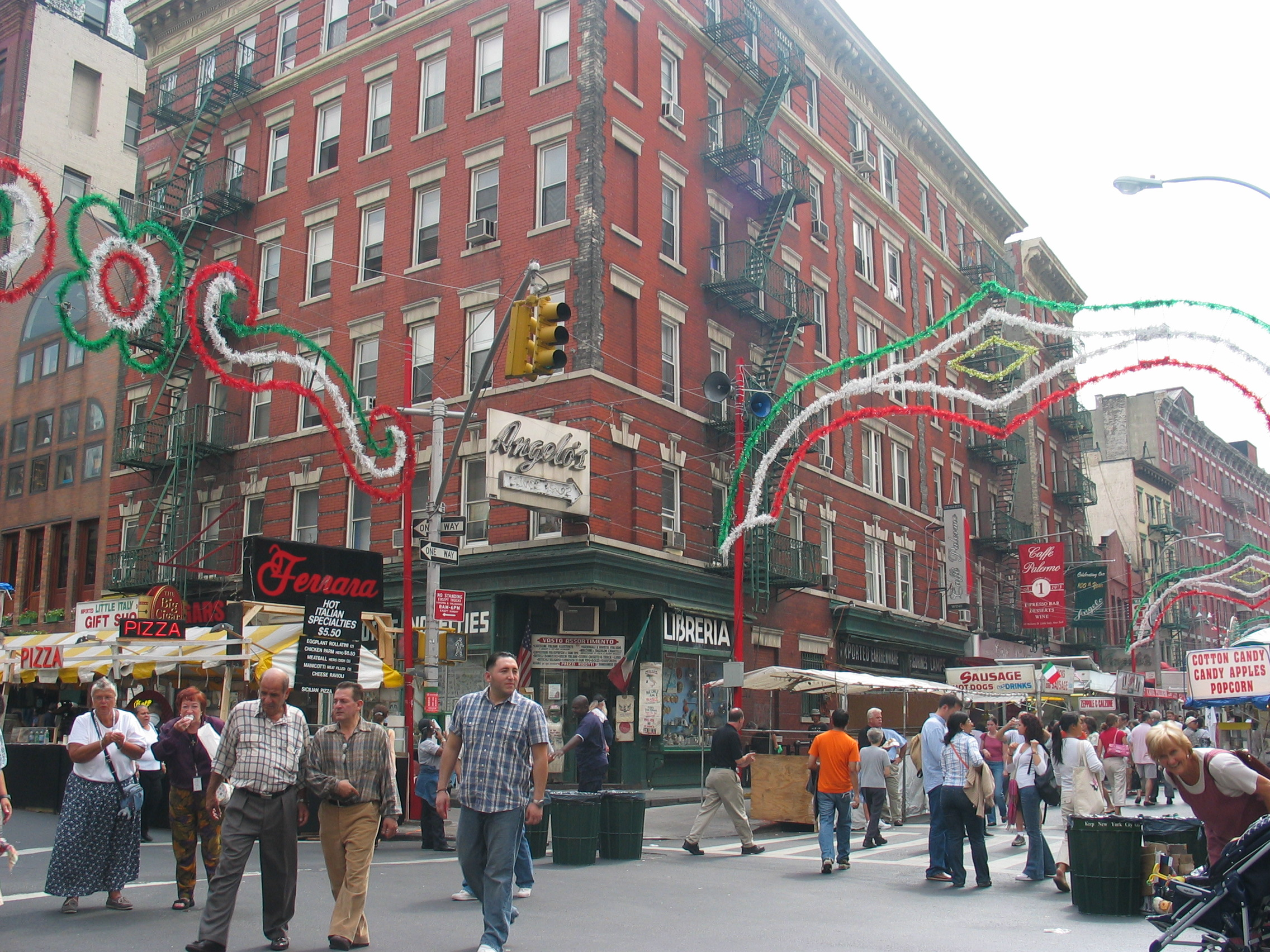
Улицы Нью-Йорка, украшенные в честь дня святого Януария
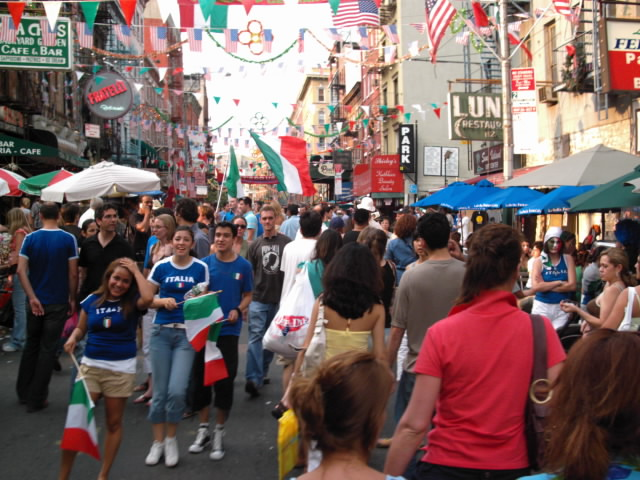
«Маленькая Италия» на Манхэттене празднует победу Италии в мировом кубке FIFA 2006 года
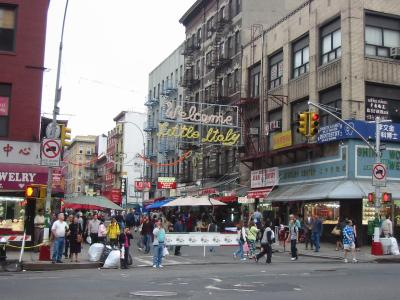
Район «Маленькая Италия» в Нью-Йорке

Хотя согласно переписи 2000 года в Нью-Йорке насчитывалось до 692 тыс. итальянцев, италоговорящих из них насчитывается лишь около 20 тыс. чел.

### Ирландцы
Ирландцы составляют 5,3 % населения Нью-Йорка, являясь вторым по величине этносом европейского происхождения. Первые ирландцы начинают прибывать в город ещё в колониальный период, иммиграция резко увеличивается в 1820-е годы в связи с бедственными условиями жизни в самой Ирландии. Великий голод 1845 года особенно резко, в десятки раз, увеличил масштабы миграции. К 1854 году в США прибыло до 2 млн ирландцев. Многие из них из-за отсутствия денег оседали в портовых городах, в которые они прибывали. Так образовались крупные ирландские общины в Бостоне, Нью-Йорке, Филадельфии и Балтиморе, в которых на 1850 год ирландцы составляли до четверти населения. Ирландцы ютились в крайне переполненных домах.
Крупнейшим праздником ирландцев традиционно является День святого Патрика, покровителя Ирландии. Первое в США празднование в честь святого Патрика состоялось ещё в колониальный период, в 1737 году в Бостоне, где на тот момент находилась крупнейшая в Тринадцати колониях ирландская община. Празднование в Нью-Йорке впервые произошло 17 марта 1762 года по образцу бостонского, и имело место в доме ирландского протестанта Джона Маршалла.
С тех пор Нью-Йорк стал ареной крупнейшего в мире празднования Дня святого Патрика, собирающего до 150 тыс. чел., растянувшихся на полторы мили вдоль 5-й авеню Манхэттена.
Большинство ирландцев являлись католиками, что сильно укрепило позиции римско-католической церкви в США. Вместе с тем, часть из них являлись протестантами-оранжистами. В 1871 году традиционное для оранжистов празднование победы в битве на реке Бойн вызвало массовые столкновения ирландско-католической и ирландско-протестантской общин Нью-Йорка («оранжистские бунты»). Беспорядки были подавлены силами Нью-Йоркского департамента полиции и Национальной гвардии штата Нью-Йорк.
На 1910 год в Нью-Йорке проживало даже больше ирландцев, чем в Дублине, однако в настоящее время это уже не так. На 2000 год о своём ирландском происхождении заявили 428 тыс. ньюйоркцев, тогда как население Дублина составляет около одного миллиона человек. На сегодняшний день в Нью-Йорке находится крупнейшая община американцев ирландского происхождения.
На начало XX века пять из шести нью-йоркских полицейских были ирландцами, а полицейские машины получили оскорбительное название «ирландовозов», в том числе из-за того, что ирландцы составляли в Нью-Йорке 55 % арестованных.
Ирландскими анклавами являются Бей-Ридж в Бруклине и Вудлон в Бронксе, Белл-Харбор и Бризи-Пойнт в Куинсе. Крупнейшим ирландским районом является Адская кухня 40°45′47″ с. ш. 73°59′40″ з. д. на Манхэттене.

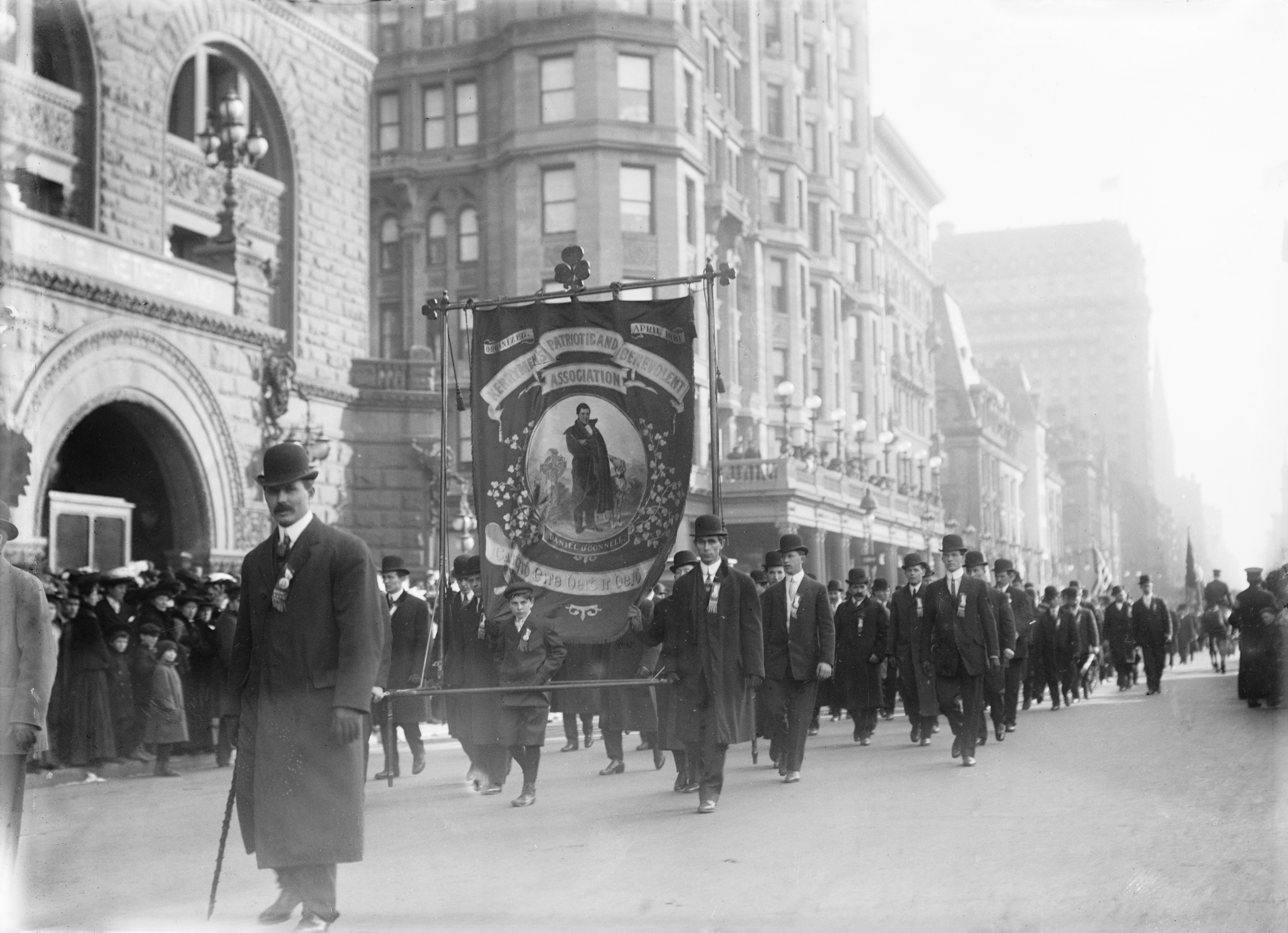
Парад в день Святого Патрика, 5-я авеню, Нью-Йорк, 1909 год
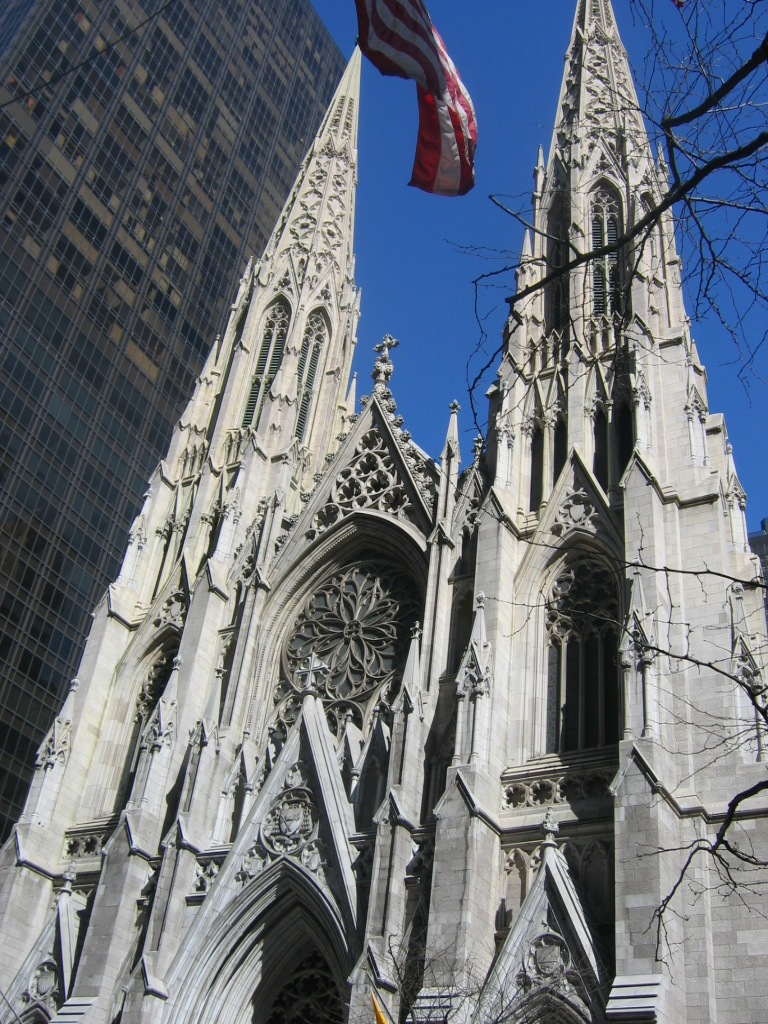
Собор святого Патрика в Нью-Йорке
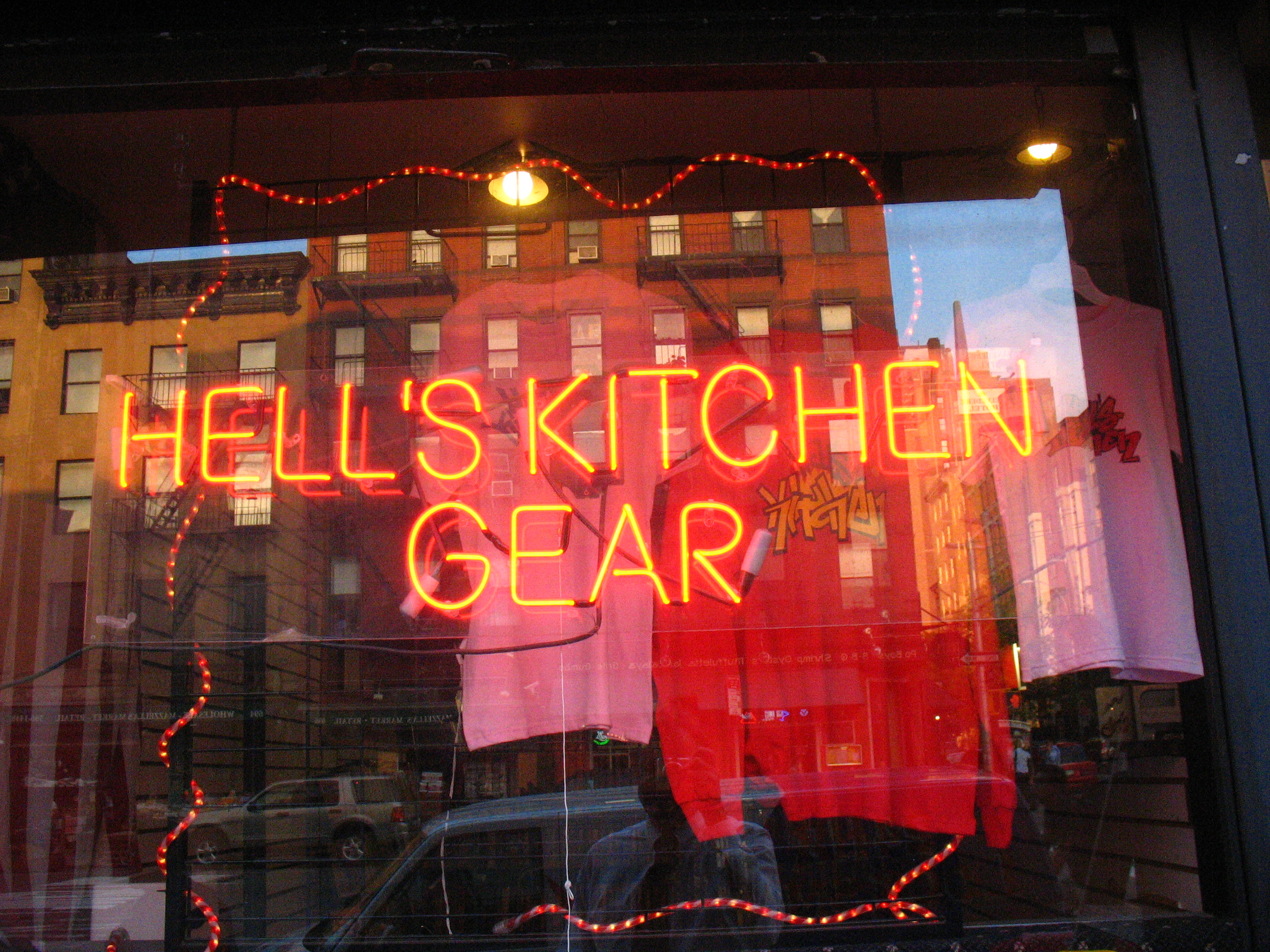
Ирландский магазин в районе «Адская кухня»
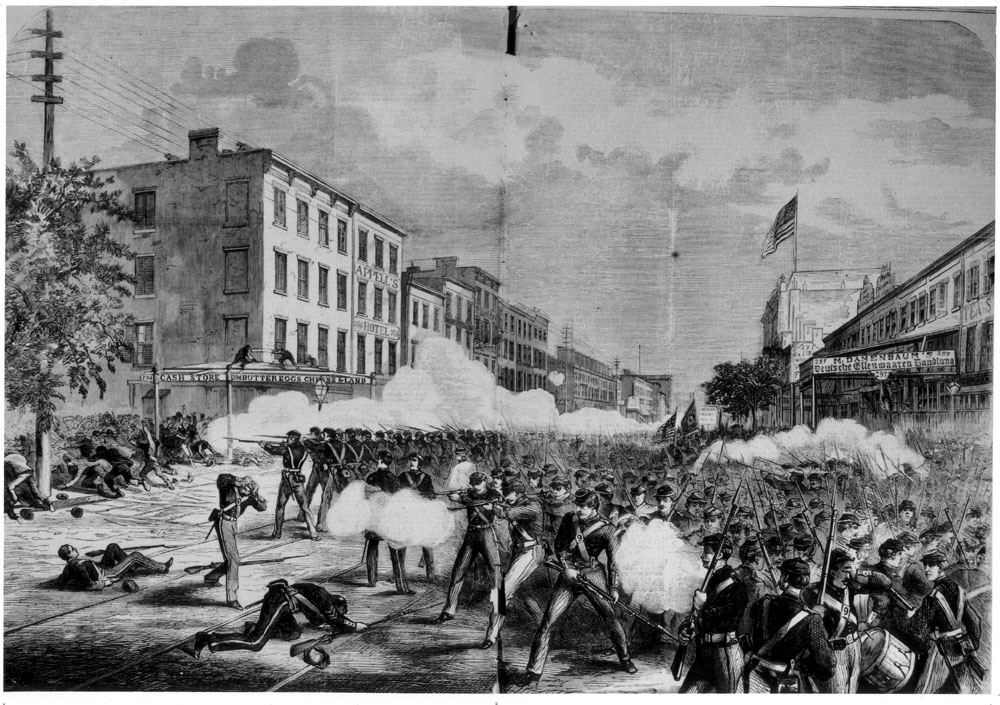
Подавление оранжистского бунта 1871 года
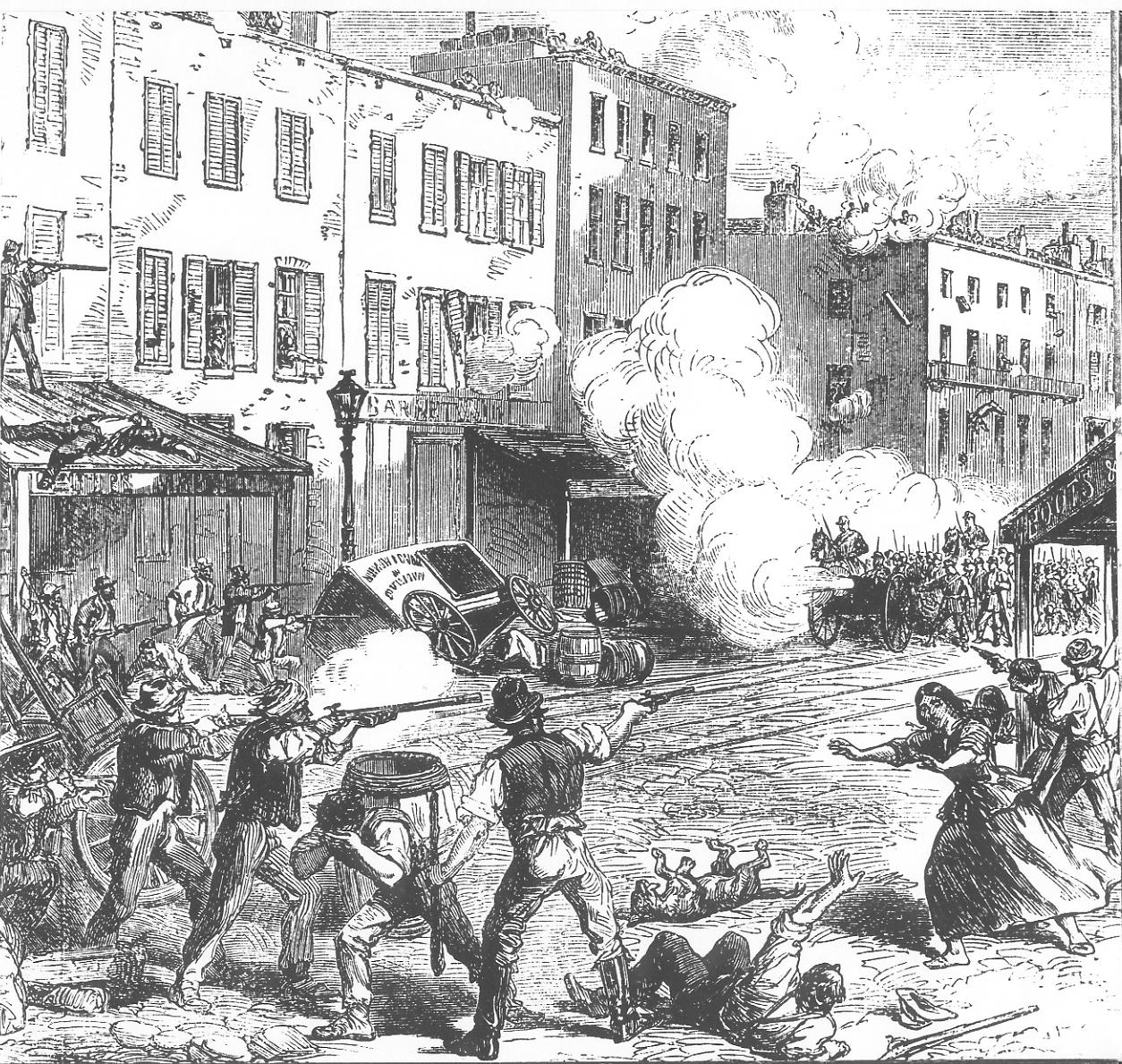
Массовые беспорядки 1863 года (Бунты из-за призыва)

### Немцы

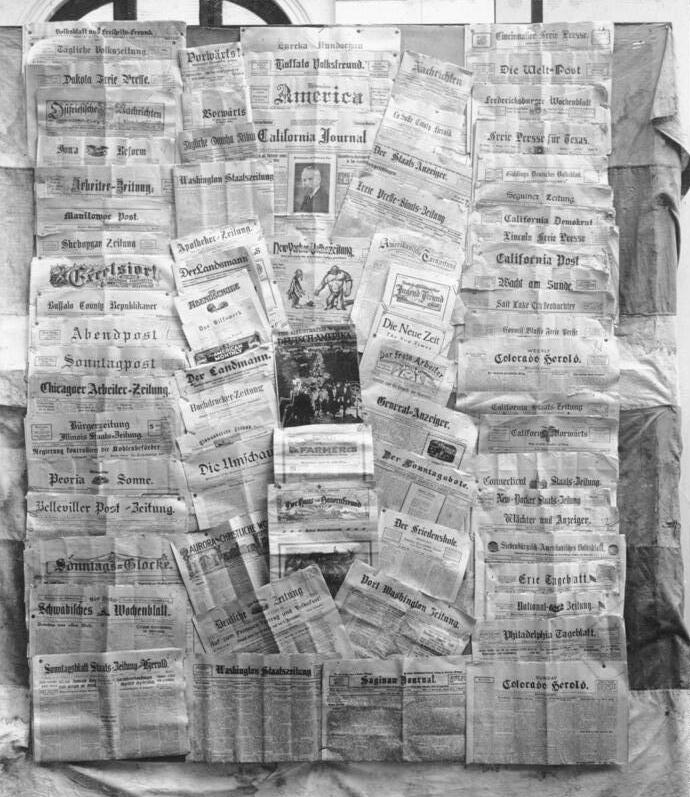
Газеты американских немцев, 1922

Первым немцем на территории современных США являлся доктор Иоганн Флейшер, прибывший в 1607 году вместе с группой английских поселенцев в город Джеймстаун в британской колонии Вирджиния. Однако в целом немецкая иммиграция в США начинается в 1680-е годы, направлясь в основном в Нью-Йорк и Пенсильванию. Первым германским анклавом в Америке стало поселение Германтаун в Пенсильвании, основанное по соседству с Филадельфией 6 октября 1683 года.
Вплоть до 1850-х годов прибывают в основном фермеры, искавшие более плодородных земель. Немцы приносят в США первые детские сады (kindergarten), рожденственские ёлки, немецким изобретением также являются такие символы современной американской культуры, как гамбургеры и хотдоги.
С 1840-х годов в США начинают появляться германские этнические анклавы. В Нью-Йорке таким анклавом в 1840—1850-х годах становится «Кляйндойчланд» («Маленькая Германия») на Манхэттене, на Нижнем Ист-Сайде и Ист-Виллидж.
С 1880-х годов, однако, начинается массовая миграция немцев из этого района. Их место занимают ирландцы, итальянцы и восточноевропейские евреи. С середины XX века район превращается в пуэрто-риканский анклав, и меняет своё название с «Кляйндойчланд» на «Луизиада» («Нижний Ист-Сайд» на «спанглише»).
На 2000 год о своём немецком происхождении заявили 255 тыс. ньюйоркцев, крупнейшим в городе центром немецкой общины является Йорквилл на Верхнем Ист-Сайде, Манхэттен. Вместе с тем уже Первая мировая война породила в американском обществе недоверие к выходцам из Германии, результатом чего стало ускорение процесса ассимиляции с 1910-х годов. В 1940-е годы практически все ярко выраженные германские анклавы или исчезли, или переместились в удалённые районы. Широко распространились смешанные браки с другими национальностями, произошёл массовый отказ молодёжи от использования в быту немецкого языка.

### Евреи

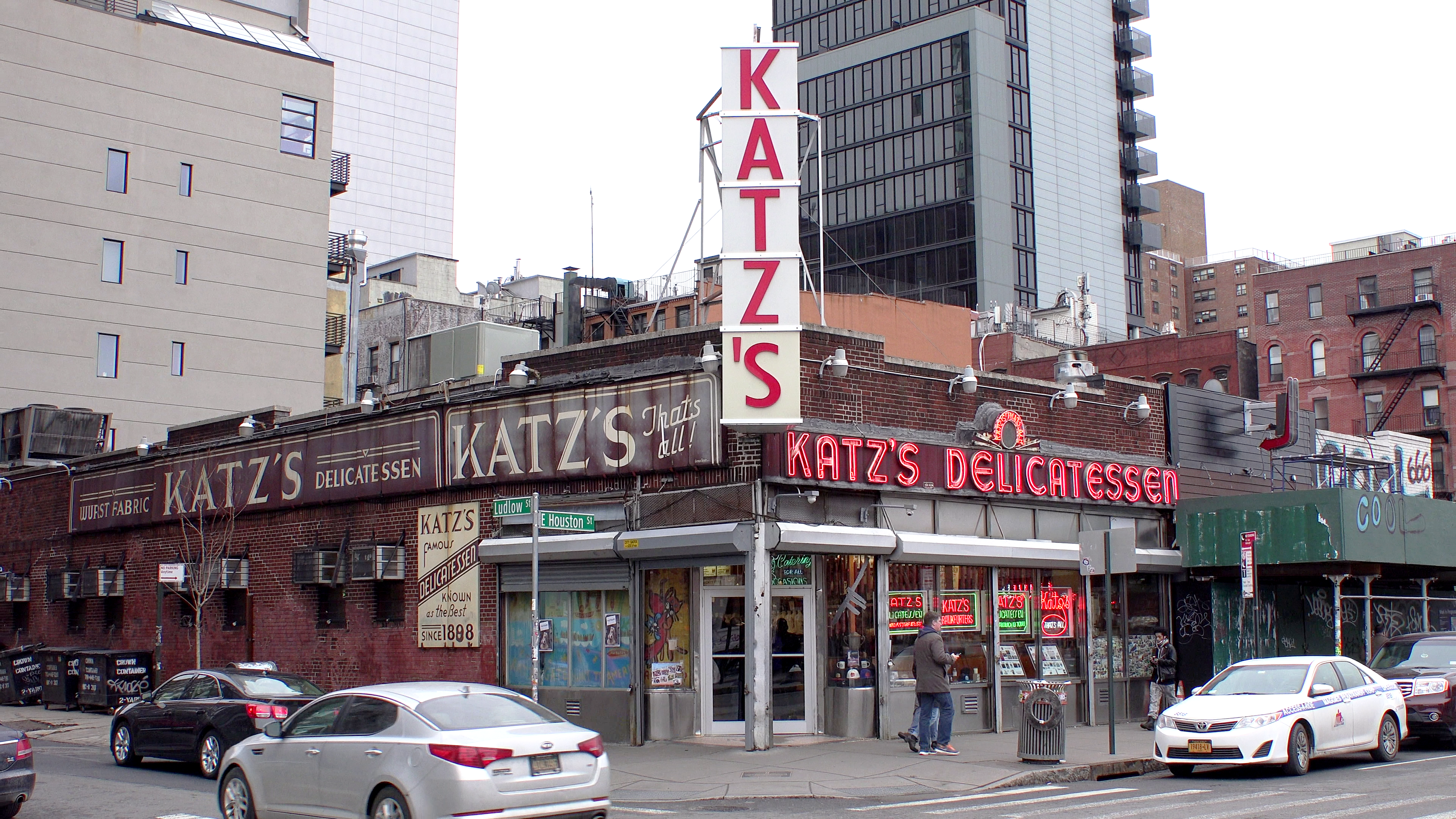
Популярный среди туристов еврейский ресторан Katz’s Delicatessen

Первые известные евреи прибывают в Нью-Йорк (тогда ещё Новый Амстердам) во время Первой англо-голландской войны, в 1654 году, из Ресифе (Бразилия), спасаясь от преследований португальской инквизиции. Спустя десятилетие появляется первый в Новом Свете случай борьбы за права человека, когда еврей по имени Ассер Леви успешно подтвердил через колониальный совет Нового Амстердама своё право служить в армии.
Начавшаяся вскоре массовая иммиграция этнических немцев сопровождается также и параллельной миграцией евреев немецкого происхождения (ашкеназим). Первая массовая волна еврейской миграции в целом заканчивается к 1820 году, принеся также евреев, спасавшихся от преследований в Бразилии, Португалии, Испании, Бордо, Ямайке, Англии, Кюрасао, Голландии и Польше. Первые иудейские общины появляются в Нью-Йорке, Ньюпорте, Саванне, Чарльстоне и Филадельфии.
Вторая волна иммиграции, до 250 тыс. евреев, имела место в период 1820—1880 годов. С 1881 года волна погромов и усиление репрессивного законодательства приводит к началу массового исхода евреев из Российской империи. В период 1881—1924 в США мигрирует до двух — двух с половиной миллионов евреев из Российской империи, вместе с восточноевропейскими евреями — до трёх миллионов. Война за независимость Турции (1919—1923) приводит также к заметной волне миграции евреев испанского происхождения (сефарды), бежавших из Балкан и Ближнего Востока. Последняя волна еврейской иммиграции произошла из СССР в 1985—1990 (до 140 тыс. чел.)

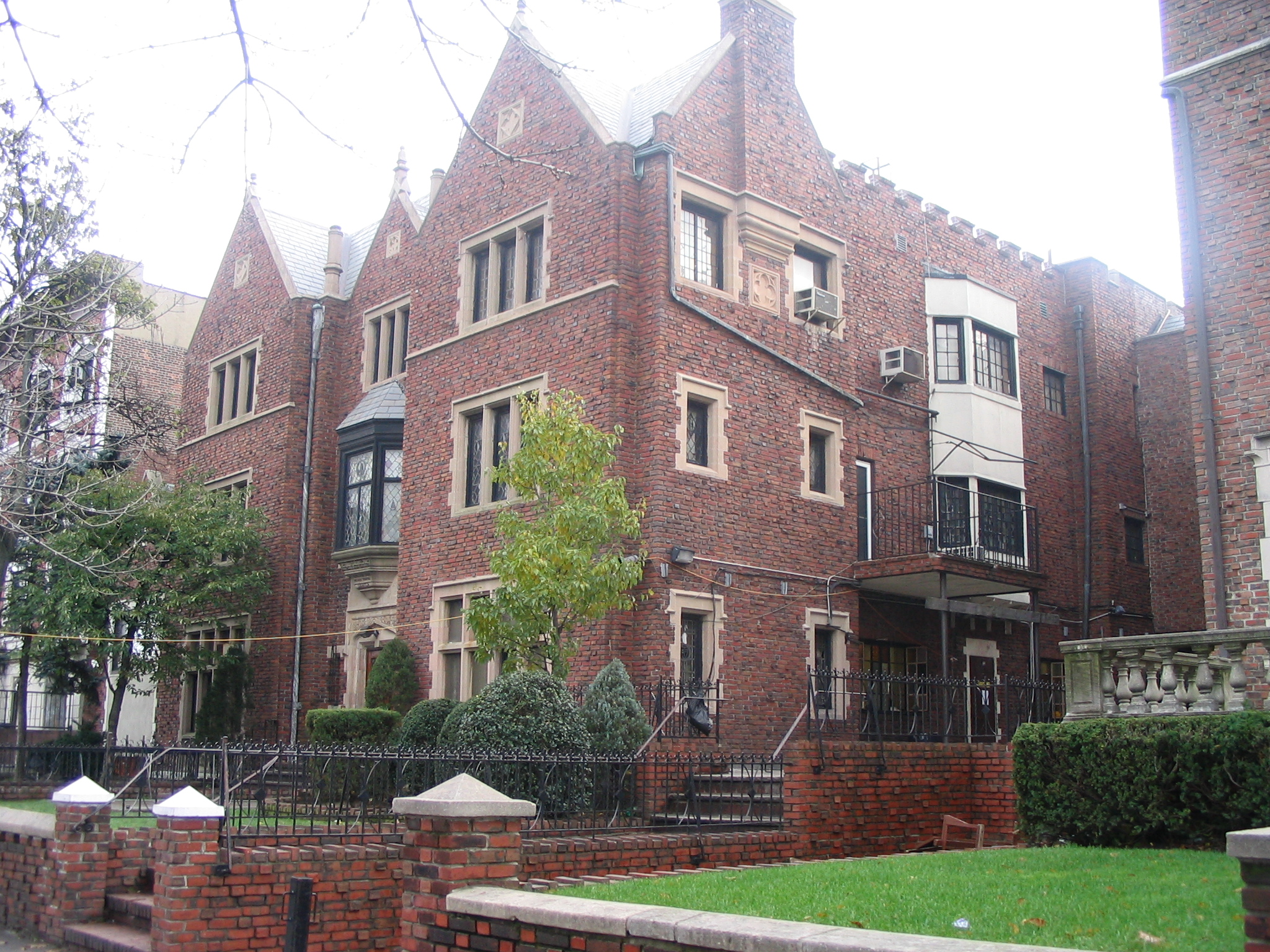
Мировая штаб-квартира иудейского хасидского движения Хабад, Краун-Хайтс, Бруклин, Нью-Йорк

Еврейское население Нью-Йорка достигло своего максимума в 1950-е годы, когда оно составляло до 25 % населения города. Однако затем их численность начала сокращаться из-за относительно низкой рождаемости, миграции в другие штаты (в частности, Флориду и Калифорнию). Кроме того, евреи приняли участие в так называемом «бегстве белых» — исходе белого населения из больших городов в благоустроенные пригороды. На 2002 год евреи-ашкеназим составляли до 12 % населения Нью-Йорка, вместе с прочими субэтносами (сефарды, бухарские евреи и др.) до 15 %.
Составляя до 2 % населения США в целом, евреи представляют собой около 9 % населения штата Нью-Йорк, и до 15 % населения городской агломерации Большой Нью-Йорк (New York City metropolitan area). Популярное клише утверждает, что «в Нью-Йорке живёт больше евреев, чем в Тель-Авиве». Если считать население Нью-Йорка и Тель-Авива с пригородами, то в настоящее время это уже не так: еврейское население Большого Нью-Йорка (около 2 млн чел.) уступает населению аналогичной израильской агломерации Гуш-Дан (3,2 млн чел.).
Основным еврейским анклавом в Нью-Йорке первоначально являлся Нижний Ист-Сайд, бывший, вместе с тем, «плавильным котлом» для целого ряда и других национальных меньшинств (немцы, итальянцы, пуэрториканцы, китайцы). В настоящее время этот район стал преимущественно китайским, а еврейское население распределено по целому ряду районов Бруклина, Куинса и Манхэттена. Многие мигрировали в пригороды, такие, как Ривердейл.
Нью-Йорк является крупным центром ультра-ортодоксального иудаизма, в том числе хасидского движения Хабад. Три четверти нью-йоркских евреев не считают себя религиозными людьми, и являются либо атеистами или агностиками, либо сторонниками «умеренных» течений иудаизма (консервативный иудаизм, реформистский иудаизм). В то же время наблюдается тенденция повышения со временем доли ультра-ортодоксального иудаизма из-за более высокой рождаемости.

### Русские
В Бруклине есть несколько русских анклавов: Бат-Бич, Бенсонхерст, Грейвсенд, Шипсхед-Бей. Крупнейшим «русским» анклавом традиционно считается Брайтон-Бич («Маленькая Одесса»). Вместе с тем многие «русские» мигранты в Нью-Йорке на самом деле являются этническими евреями, покинувшими СССР в 1970—1991 годах. Основным языком на улицах и вывесках Брайтон-Бич является русский. Русский язык является родным для 98 % местных жителей, многие из которых очень плохо говорят (или вообще не говорят) по-английски.
Русское население Нью-Йорка доходит до 300 тыс. чел.; впрочем, собственно русских в статистике часто смешивают с евреями, украинцами, белорусами.

### Поляки

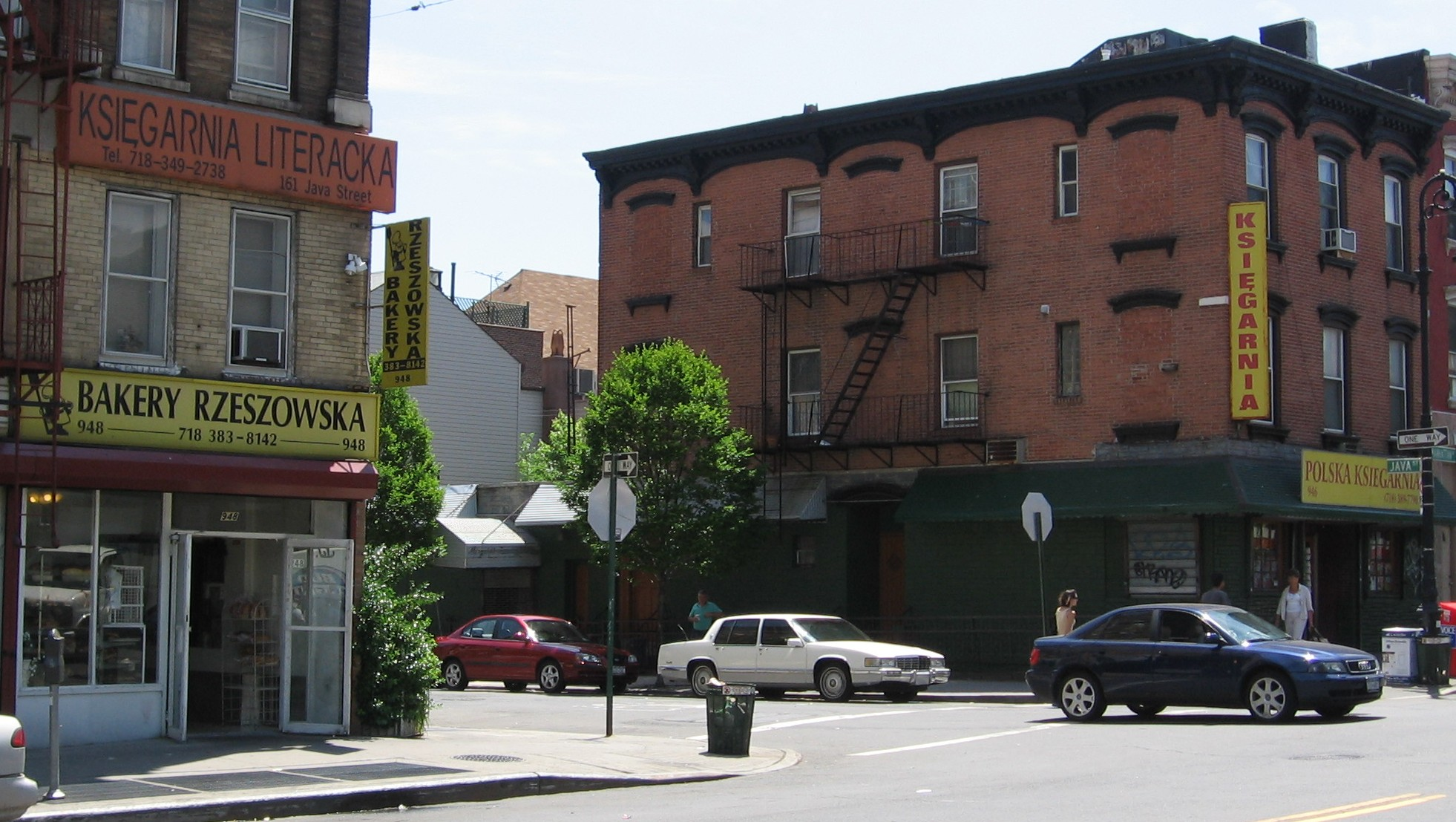
Центр нью-йоркской «Маленькой Польши», район Гринпойнт в Бруклине

Первые поляки прибывают в США уже в 1608 году (британская колония Вирджиния). Активная польская иммиграция начинается с конца XIX века, в течение нескольких десятилетий в США прибывает более одного миллиона поляков. По официальным данным, в период 1899—1931 в нью-йоркский пункт приёма иммигрантов на острове Эллис прибыло 1,5 млн поляков, кроме того, поляки прибывали в порт Балтимор. Вместе с тем точное количество поляков оценить сложно, так как в статистике собственно поляки обычно смешиваются с родившимися в Польше евреями и украинцами. Кроме того, после разделов Речи Посполитой государственность Польши на период 1795—1917 гг. прекратила своё существование, и ряд иммигрантов, прибывших в это время, числились как русские, немцы или австрийцы. По современным польским оценкам, за период 1870—1914 в США прибыло 2,6 млн поляков.
На текущий момент в США насчитывается до 10 миллионов американцев польского происхождения (3,2 % населения), согласно переписи 2000 года около 667 тыс. американцев сообщили, что разговорным языком у них дома является польский (0,25 % американского населения и 1,4 % населения, разговаривающего не по-английски).
Крупнейшая в США польская община сформировалась в Чикаго, в Большом Нью-Йорке образовалась община, вторая по величине. Район Гринпойнт, Бруклин, получил название «Маленькая Польша», другие польские анклавы образовались в Северном Уильямсберге (Бруклин), Маспете и Риджвуде (Куинс). Основным польским анклавом остаётся Гринпойнт, ставший также центром ряда этнических польских продуктовых магазинов. Анклав обслуживается 42-м участком нью-йоркского департамента полиции.
Польские иммигранты организовали ряд этнических телеканалов и газет, в частности, «польский» телеканал TV4U New York, и издающуюся в Нью-Йорке «польскую» газету Nowy Dziennik.

## Латинская Америка
Многие этнические анклавы Нью-Йорка являются по составу латиноамериканскими (аргентинцы, бразильцы, колумбийцы, доминиканцы, эквадорцы, гаитяне, мексиканцы, пуэрториканцы). Более половины района Джэксон-Хайтс (Куинс) составляют иммигранты из Южной Азии и Латинской Америки (Аргентина, Колумбия, Уругвай).
Американцы бразильского происхождения концентрируются в первую очередь в районе Астория в Куинсе. В этом районе проживают также иммигранты и из целого ряда других стран (Греция, Италия, Ирландия, Черногория, Албания, Мексика, Эквадор, Колумбия, Индия, Пакистан, Бангладеш, Хорватия, Египет, Марокко и Алжир), а неофициально он называется «Маленькой Грецией». Тремя основными языками в Астории считаются бенгальский, испанский и португальский. Наиболее бразильским является район перекрёстка 36-й авеню и 30-й улицы. Другим бразильским анклавом считается 46-я улица между 4-й и 6-й авеню. Неофициально этот анклав называется «Маленькой Бразилией», хотя сами бразильцы предпочитают называть его «Руа 46».
Широко представлены в Нью-Йорке также колумбийцы, проживающие в Джэксон-Хайтс и Элмхерст, хинди-говорящие индо-гайанцы (Ричмонд-Хилс и Озон-Парк в Куинсе), эквадорцы.